# Gerard Malanga
Gerard Joseph Malanga, né le 20 mars 1943 à New York, est un poète, danseur, réalisateur et photographe américain.

## Biographie
Malanga joue dans le spectacle total de Warhol, l'Exploding Plastic Inevitable (ou EPI), qu'accompagnait le Velvet Underground, muni d'un fouet de dresseur. Il avait amené Warhol à découvrir le groupe en décembre 1965, après l'avoir découvert lui-même la veille en compagnie de Barbara Rubin.
Ronald Nameth a réalisé, en 1966, un court métrage, Andy Warhol's Exploding Plastic Inevitable, sur ce spectacle avec Gerard Malanga et Ingrid Superstar.
Il est le cofondateur du magazine Interview.

## Publication sélective
- No Respect: New and Selected Poems, 1964-2000.
- Screen Tests, Portraits, Nudes 1964-1996  (ISBN 3-8824-3874-6)
- Up-Tight; The Velvet Underground story, 1983 (écrit en collaboration avec Victor Bockris)  (ISBN 0-7119-9170-7)

## Discographie
- Three Weeks With My Dog (1998) - enregistré avec 48 Cameras
- Up from the archives (1999) - avec la présence de William Burroughs, Thurston Moore, Iggy Pop, 48 Cameras, etc.

## Photographie
Collections, expositions